# محمدعلی‌شاه

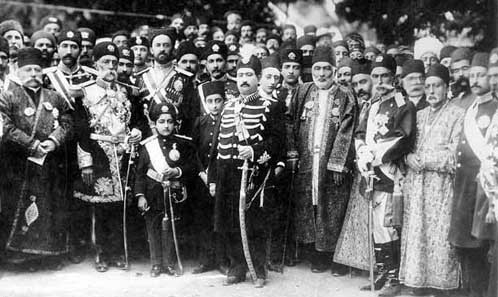
از راست آصف‌السلطنه، علاءالملک، مجدالدوله، موثق‌الدوله، مشیرالسلطنه، شاهزاده ظل‌السلطنه (پسر کامران میرزا)، شاهزاده حسین‌قلی‌میرزا نصرت‌السلطنه (برادر محمدعلی شاه)، محمدعلی شاه قاجار، شاهزاده اعتضادالسلطنه (پسر محمدعلی شاه)، احمدمیرزا قاجار (پسر محمدعلی‌شاه)، لیاخوف، امیر بهادر، علاءالسلطنه، محمدعلی‌خان سردار افخم، مصطفی حاجب‌الدوله

محمدعلی‌شاه (۱ تیر ۱۲۵۱ – ۱۶ فروردین ۱۳۰۴) ششمین پادشاه ایران قاجاری از دودمان قاجار بود. او در ۲۸ دی ۱۲۸۵ خورشیدی به سلطنت رسید و تا ۲۵ تیر ۱۲۸۸ خورشیدی که مجبور به برکناری شد، حکومت کرد. محمدعلی‌شاه از مخالفان مشروطه بود که مجلس شورای ملی را به توپ بست و آزادی‌خواهان را به قتل رساند. پس از حمله به مجلس، دوره موسوم استبداد صغیر آغاز گردید. او پس از فتح تهران توسط مشروطه خواهان به رهبری سردار اسعد بختیاری به سفارت روسیه در تهران پناهنده شد و با فشارهای داخلی و خارجی مجبور به ترک ایران شد. مشروطه‌خواهان پس از وی پسر خردسالش احمدشاه را به سلطنت انتخاب کردند. محمدعلی شاه وابستگی زیادی به دولت روسیه داشت. در دوره پادشاهی او سوء قصدی علیه او شد که نافرجام ماند. محمدعلی‌شاه در سال ۱۳۰۴ در ایتالیا درگذشت و او را در کربلا به خاک سپردند.

## زندگی

### کودکی
محمدعلی‌شاه در اول تیر ۱۲۵۱ در تبریز متولد شد. پدرش مظفرالدین‌شاه و مادرش تاج‌الملوک (دختر امیرکبیر و عزت‌الدوله، خواهر ناصرالدین‌شاه) بود و پس از تولد محمدعلی میرزا به ام‌خاقان ملقب شد. پس از ترور ناصرالدین‌شاه و تاج‌گذاری مظفرالدین‌شاه، والی آذربایجان شد. در همین زمان بود که دولت عثمانی، میرزا آقاخان کرمانی و عده دیگر از طرفداران سید جمال‌الدین اسدآبادی را به جرم مشارکت در قتل ناصرالدین‌شاه به ایران سپرد. محمدعلی میرزا آنان را سر برید و پوست کاه‌اندودشان را برای پدرش به تهران فرستاد.
او پیش از رسیدن به سلطنت، به دلیل ترس از احتمال نزدیکی مشروطه‌خواهان به عمویش ظل‌السلطان و نصب وی به سلطنت از مشروطه‌خواهان حمایت می‌کرد. او تحت تعلیم و تربیت آموزگار روسی خود، سرگئی مارکوویچ شابشال (ملقب به ادیب‌السلطان) زبان و فرهنگ روسی را آموخت. شابشال نفوذ زیادی بر محمدعلی میرزا داشت و او را علاقه‌مند به روسیه کرد. در انقلاب مشروطه تصویری از محمدعلی میرزا با لباس قزاقی به دست مردم افتاد که موجب رنجش مشروطه‌خواهان و مردم شد.
همسر اول محمدعلی میرزا، ربابه خانم ملیح‌السلطنه دختر میرزا یوسف‌خان بیان‌الممالک از منظرالدوله (دختر عباسقلی‌میرزا پسر فتحعلی‌شاه) بود. حسینعلی میرزا اعتضادالسلطنه پسر ارشد محمدعلی میرزا و تنها فرزندی بود که او از ملیح‌السلطنه یافت. محمدعلی میرزا بعد از ملیح‌السلطنه با ملکه جهان دختر کامران میرزا و نوه ناصرالدین‌شاه ازدواج کرد. احمدشاه، محمدحسن میرزا، سلطان‌محمود میرزا و سلطان‌مجید میرزا، آسیه و خدیجه شش فرزند آن‌ها بودند.
در سال ۱۹۰۷ میلادی محمد علی شاه قاجار مفتخر به دریافت نشان لژیون دونور از دولت فرانسه گردید او سومین پادشاه قاجار و ایران بود که این نشان را دریافت کرد قبل از او پدر و پدربزرگش این نشان را دریافت کرده بودند.

## عوامل اختلاف محمدعلی شاه و مشروطه خواهان
از جمله عوامل اختلاف بین شاه و مشروطه خواهان طرح اتهام زنا و فحشا از سوی برخی مشروطه خواهان به مادر شاه، تاج‌الملوک، (دختر امیرکبیر و همسر مظفرالدین شاه) بود. به‌خصوص سید محمدرضا مساوات شیرازی تا جایی پیش رفت که طوماری تهیه کرد و شاه را زنازاده نامید.

## ترور محمدعلی شاه
طرح قتل محمدعلی شاه هنگامی صورت گرفت که همکاری محمدعلی شاه با مشروطیت در اوج خود بود. نه تنها رهبران مشروطه بدین واقعیت اذعان دارند، بلکه سفیر انگلیس (و نه سفیر روس که شائبه حمایت از شاه را ایجاد کند) می‌نویسد: «با توجه به اینکه در مدت اخیر رفتار خلاف مشروطی از شاه دیده نشد، این سوءقصد خلاف انتظار بود.»
در حالی که پیش از ظهر جمعه ۱۵ محرم ۱۳۲۶/۸ اسفند ۱۲۸۶ نمایندگان مجلس با شاه دیدار و گفتگو داشتند، بعدازظهر همان روز هنگامی که شاه برای گردش به دوشان تپه می‌رفت، در حین عبور از خیابان باغ وحش تهران مورد سوء قصد قرار گرفت و دو نارنجک به سوی کالسکه او پرتاب شد. چند تن کشته و زخمی شدند اما شاه جان سالم به در برد. کسروی هم می‌گوید: "نقشه این کار را حیدر عمواوغلی کشیده و بمب را نیز او ساخته بود". یحیی دولت‌آبادی در این باره می‌نویسد:
ساعتی پیش از این واقعه، نگارنده در منزل خود با یکی از ناطقین تندرو ملت نشسته شخص مزبور می‌گوید احتمال می‌رود صدایی بلند شود و پس از وقوع واقعه معلوم می‌شود او هم از توطئه مسبوق بوده است."
طرح قتل محمدعلی شاه هنگامی صورت گرفت که همکاری محمدعلی شاه با مشروطیت در اوج خود بود.
محمدعلی شاه در اوایل محرم در مورد مشروطه‌خواه بودنش برای علمای نجف تلگرافی مخابره می‌کند. آن‌ها نیز در نیمه محرم تلگرافی مبنی بر امتنان از مساعدت شاه با مشروطه ارسال می‌دارند، اقدام دیگر محمدعلی شاه درست روز قبل از ترورش صورت می‌گیرد. او با صدور دستخطی از وکلای مجلس شورای ملی قدردانی و اعلام می‌کند روز افتتاح مجلس در عمارت جدید رسماً در آنجا حاضر خواهد شد. پس از قرائت دستخط شاه همه وکلای مجلس شورای ملی یکدفعه زنده‌باد اعلیحضرت می‌گویند و هیاتی را انتخاب کردند که برای عرض تشکر به حضور شاه برسند. تقی‌زاده و امام جمعه خویی هم در زمره منتخبان بودند. شاه نیز با مهربانی آن‌ها را پذیرفت و گفت‌گوهای دوستانه‌ای صورت گرفت. محمدعلی‌شاه خواهان شناسایی و مجازات مرتکبان این عمل بود، اما اقدامی جدی در این خصوص صورت نگرفت تا جایی که شاه نامه‌ای گلایه‌آمیز به مجلس شورای ملی ارسال کرد. شاه گرچه از این ترور جان سالم به در برد، اما بدبینی‌اش نسبت به مشروطه‌خواهان فزونی یافت و دیگر تا هنگام رفتن به باغشاه که به واقعه به توپ بسته شدن مجلس انجامید از کاخ سلطنتی خارج نشد. در این ترور هم مرتکبان ترور مشخص نشدند.

### درگیری با مشروطه‌خواهان

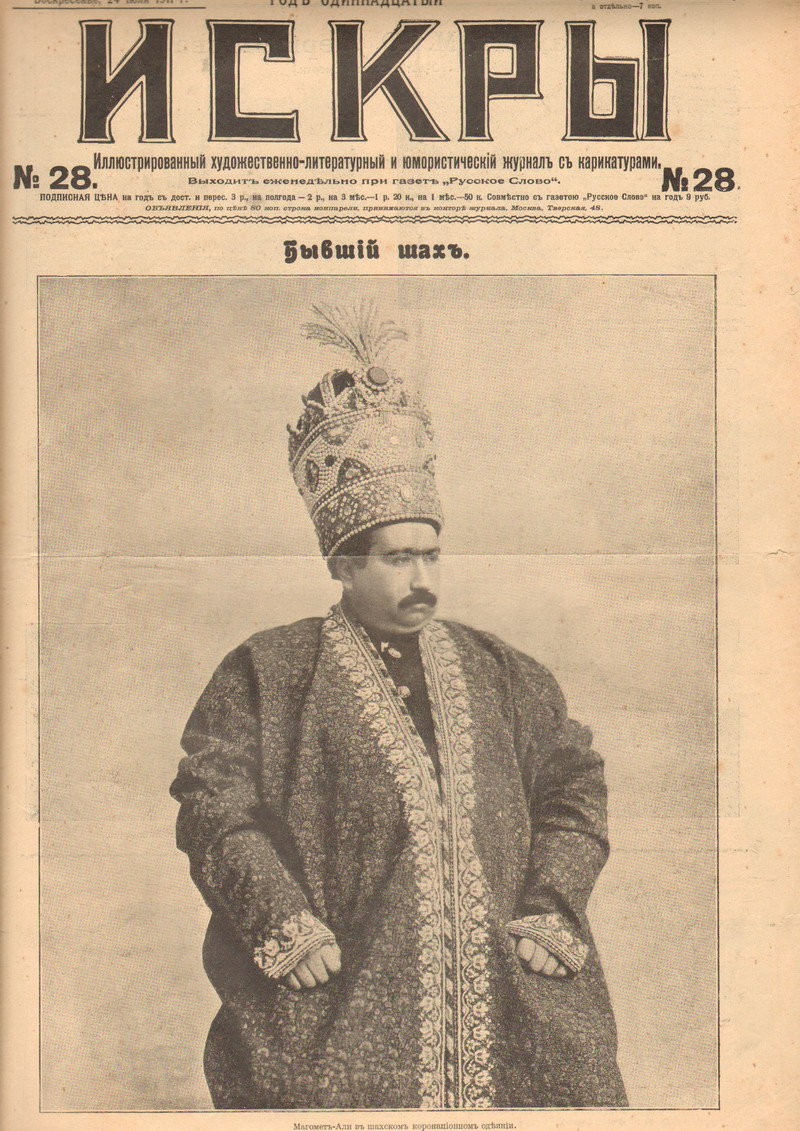
تصویری از محمدعلی شاه در لباس رسمی در یک روزنامه روسی‌زبان.

محمدعلی شاه در روز تاجگذاری‌اش نمایندگان مجلس شورای ملی را دعوت نکرد. همچنین زمانی که حکم سلطنت مشروطه را نزدش آوردند، از امضای آن خودداری کرد. او از امضا کردن متمّم قانون اساسی مشروطه هم خودداری کرد، ولی با اعتراضات سراسری مردم به‌ناچار آن را امضاء کرد، هرچند دشمنی‌اش با مشروطیت ادامه یافت. پس از آن به ستیز با مشروطه‌خواهان پرداخت و پس از چندی کش و قوس سرانجام شمشیر را از رو بسته و به کمک ولادیمیر لیاخوف، دستور به توپ‌بستن مجلس شورای ملی را داد. در دوم تیرماه سال ۱۲۸۷ خورشیدی (۱۳۲۶ قمری)، محمدعلیشاه قاجار پس از آن که با مشروطه‌خواهان و مجلس از مخالفت درآمد، مرکز فرماندهی خود را در باغشاه قرار داد، شاه با این کار می‌خواست از شهر بیرون رفته و در باغشاه لشکر بیاراید و به آسانی با مشروطه نبرد کند.

محمدعلی‌شاه دستخطی بدین شرح داد: 
«جناب اشرف مشیرالسلطنه، چون هوای تهران گرم و تحملش بر ما سخت بود از اینرو به باغشاه حرکت فرمودیم، پنجشنبه ۴ جمادی‌الاولی، عمارت باغشاه.»
 سپس هشت تن از آزادیخواهان را فراخواند که شش تن آنان بدین شرح نام برده می‌شوند: جهانگیرخان صور اسرافیل، سید محمدرضا مساوات شیرازی، ملک المتکلمین، سید جمال‌الدین واعظ اصفهانی، بهاءالواعظین و میرزا داودخان. ولی مجلس با این درخواست مخالفت داشت و سرانجام در اثر ایستادگی و سرپیچی از فرمان شاه، مجلس به توپ بسته شد، وکلا از مجلس پراکنده شدند، سید عبدالله بهبهانی و ملک المتکلمین و میرزا جهانگیرخان و چند تن دیگر را سربازان دستگیر کردند و به باغشاه بردند. در باغشاه ملک‌المتکلمین و میرزا جهانگیرخان را به قتل رساندند. بسیاری از مشروطه‌خواهان را به بند کشید و بسیاری را نیز به گریز واداشت. در این دوران محمدعلی شاه و شیخ فضل‌الله نوری به شدت در مقابل میلیون ایستاده بودند.
سرانجام مقاومت ستارخان در یکی از کوی‌های تبریز و آن‌گاه پیوستن بختیاری‌ها، داشناک‌ها، مجاهدان قفقاز، محمدولی‌خان تنکابنی و مردم گیلان و بسیاری دیگر به فتح تهران و گریختن محمدعلی شاه به سفارتخانهٔ روسیه و پناه‌جستن وی به خاک این کشور انجامید.

#### سخنان محمدعلی شاه دربارهٔ همکاری با مشروطه خواهان
زمانی که محمدعلی شاه مشغول تدارک حمله و انهدام مجلس بود، تلگراف‌هایی از ایالات مختلف در همکاری با مشروطه خواهان رسیده بود. محمدعلی شاه خشمگین شد و این سخنان را گفت:
ملت غلط می‌کند ما را نخواهد. رعیت را چه به سرکشی، رعیت را چه به استنطاق صاحبقران، رعیت را چه به فریاد حق‌طلبی! رعیت غلط می‌کند ما را نخواهد! رعیت گوسفند و ما شبانیم! سایه ماست که آرامش می‌دهد، نعمت ارزانی می‌دارد و دفع بلا می‌کند! ماییم که آبرو می‌دهیم، ماییم که مالک ایرانیم! خون جواب آزادیست! رعیت غلط می‌کند اعتراض کند، غلط می‌کند دیوان مظالم بخواهد، غلط می‌کند مشروطه بخواهد، رعیت غلط می‌کند ما را که زینت کشوریم محکوم کند!

به خدای احد و واحد قسم دستور داده‌ایم به قزاق‌ها هر که نافرمانی کرد امانش ندهند، هر که فریاد مشروطه‌خواهی سر داد پوستش را کنده کاه پُر کنند! ما رعیت سربه زیر می‌خواهیم، ما رعیت بله قربان‌گو می‌خواهیم، ما رعیت کر و کور می‌خواهیم.

### خلع از سلطنت و تبعید از ایران
در تاریخ ۲۲ تیر ۱۲۸۸ هجری خورشیدی (۲۴ جمادی‌الثانی ۱۳۲۷ هجری قمری برابر با ۱۳ ژوئیه ۱۹۰۹ میلادی) محمدعلی‌شاه با فتح تهران توسط مشروطه‌خواهان، به سفارت روسیه در تهران پناهنده و در آن‌جا متحصن شد. نهایتاً توسط مجلس عالی از مقام سلطنت خلع و مجبور به ترک ایران شد. مجلس عالی پسر ۱۲ساله‌اش احمد را به سلطنت منصوب کرد و برای محمدعلی میرزا نیز مقرری برابر ۱۰۰ تومان در هر ماه در نظر گرفت.

عمه‌جان، مرا سرزنش نکن که به سفارت اجنبی پناهنده شدم. آمدنم از ترس نبود. دیدم این سلطنت دیگر به دردم نمی‌خورد. گیرم با این‌ها صلح کردم یا زورم رسید و همه را کشتم. باز رعیت ایران، این نوکرهای نمک به حرام، مرا دوست نخواهند داشت. تک و تنها با یک مملکت دشمن چه کنم! اگر نیامده بودم به سفارت روس، می‌ریختند و در همان قصر سلطنت‌آباد مرا می‌کشتند و زن و اولادم را اسیر می‌کردند.

وی پس از مدتی با کمک روس‌ها در صدد بازگشت و انتقام‌جویی و کسب مجدد قدرت برآمد که شکست خورد. وی به اودسا در اوکراین که آن‌زمان بخشی از روسیه بود، بازگشت و مقرری‌اش از سوی دولت ایران نیز قطع شد.

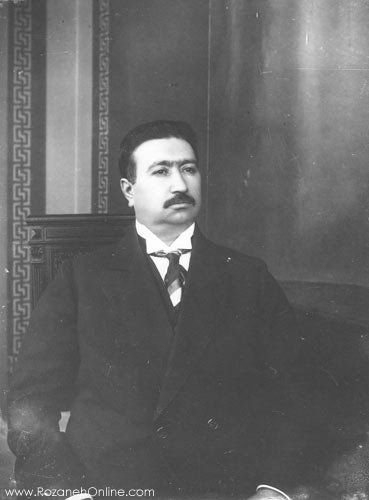
محمدعلی شاه پس از خلع از سلطنت

تزار روسیه کاخی را به مدت چند سال در اودسا در اختیار محمدعلی میرزا گذاشت. پس از آن ملکه جهان قصر و باغ بزرگی در اودسا خرید و آن به شکل باغ‌های ایرانی درست کرد. محمدعلی میرزا از سال ۱۹۱۲ تا ۱۹۱۹ میلادی که انقلاب روسیه به اودسا رسید در آن باغ زندگی کرد.
وی سپس به بندر ساوونا در ایتالیا رفت و آنجا در سال ۱۳۰۴ هجری خورشیدی (سال ۱۳۴۴ هجری قمری) درگذشت. پیکرش را در کربلا دفن کردند.
شفق سرخ یکی از بلندگوهای صعود کازاک ها/کُساک‌ها به هنگام فوت محمد علی شاه به سادگی فقط نوشت: «محمد علی میرزا پادشاه مخلوع ایران در پاریس به مرض دیابت فوت شده است.»

## باورها و نقش روحانیون

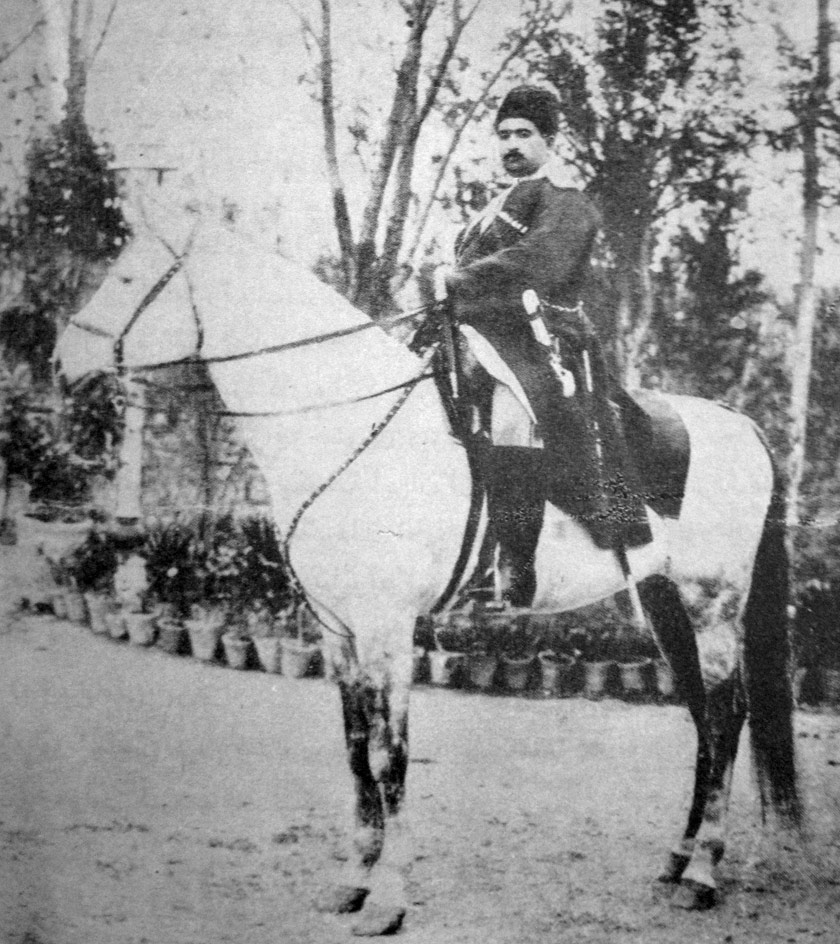
محمدعلی شاه در لباس قزاقی

محمدعلی شاه چون بیشتر شاهان قاجار خود را باورمند به دین و باورهای اسلامی می‌نمایاند.
او تعدادی از روحانیون را در دربار خود مقام داده بود و از ایشان در مقابل روحانیون مبارز و مشروطه خواه استفاده می‌کرد و با ایشان پیوندهای سختی داشت. او همچنین مردی سخت خرافی بود و انجام بسیاری از کارهایش را به جای اندیشیدن و رایزنی به فال و استخاره می‌سپرد. استخاره‌های محمدعلی‌شاه مشهور است و او به ویژه به یکی از علمای تهران به نام میرزا ابوطالب زنجانی اعتقاد داشت و تمام تصمیمات خود را از قبیل عزل و نصب وزرا، سرکوب مخالفان و حتی تعیین ساعت مناسب برای ختنه فرزندانش بر اساس پاسخ‌هایی می‌گرفت که میرزا ابوطالب پس از استخاره به وی اعلام می‌داشت. همانند محمدعلی شاه، میرزا ابوطالب نیز از مخالفان مشروطه بود و با وجود آگاهی از اصول دموکراسی و پیشرفت‌های کشورهای اروپایی شاه را به سرکوب آزادیخواهان تشویق می‌کرد.
با آغاز سلطنت محمدعلی شاه، مخالفت‌های وی با مشروطه آغاز شد. او با همکاری سربازان روسی مجلس اول را در سه‌شنبه ۲۳ جمادی‌الاول ۱۳۲۶ ق به توپ بست و بسیاری از مشروطه‌خواهان را کشت یا تبعید کرد. در چنین وضعی، علمای ایرانی مقیم نجف از جمله ملا محمدکاظم خراسانی معروف به آخوند خراسانی در حمایت و هواخواهی مشروطه خواهان به ویژه سید محمد طباطبایی و سید عبدالله بهبهانی پرداختند و توانستند جنبش مشروطه و آزادی‌خواهی را با فعالیت خستگی‌ناپذیری ادامه دهند. آنان اعلام کردند که همراهی با مخالفان اساس مشروطیت - هرکه باشد - تعرض به مسلمین است و در حکم محاربه با امام زمان به‌شمار می‌آید و در فتوایی خطاب به مردم ایران، حکم خدا را «در دفع این سفاک جبار» و «دفاع از نفوس و اَعراض و اموال مسلمین را از اهم واجبات و دادن مالیات به گماشتگان او را از اعلم محرمات» دانستند؛ و همراهی با مخالفان مشروطه را در تعرض به مجلس به منزلهٔ «اطاعت از یزید بن معاویه» برشمردند.
پس از فتح تهران و روی کار آمدن احمدشاه، اغتشاشات همچنان ادامه یافت. تلاش هواداران محمدعلی شاه برای بازگرداندن وی و حمایت‌های روسیه از او، به ورود قوای روس به آذربایجان انجامید. اولتیماتوم روسیه به ایران برای تصرف شمال ایران و هشدار انگلیس‌ها در مورد ناامنی در راه‌های جنوب، عاملی برای صدور تلگرافی به تاریخ ۴ ذیقعدهٔ ۱۳۲۸ ق با عنوان «وجوب موافقت با دولت و حرمت اغتشاش و جنگ‌های داخلی» شد که در آن طبقات ملت را به آرامش و موافقت با دولت و خودداری از جنگ‌های خانگی به واسطه وجود دشمنان خارجی در شمال و جنوب کشور فراخواندند و معتقد بودند که این اغتشاشات موجب استیلای کفر و از بین رفتن اسلام خواهد شد.
آخوند خراسانی در نامه‌ای به رهبران مذهبی تبریز دستور داد ضد کفار به پا خیزند و با تحریم اجناس روسی و با آموزشی فنون جنگی، وظیفه مذهبی خویش را انجام دهند. از آنجا که برخی از روحانیون از آغاز مشروطه تا خلع محمدعلی شاه، از مشروطیت دفاع کرده بودند، در مقابل رویه روسیه، تصمیم گرفتند به طرف ایران حرکت کنند و علیه روسیه اعلان جهاد کنند. آخوند مازندرانی با عده‌ای از طلاب وارد بغداد شدند و با اعلامیه مردم را به مقاومت و جانبازی در راه استقلال دعوت کردند و منتظر ورود آخوند ملا محمد کاظم خراسانی ماندند تا مجتمعا به طرف ایران حرکت کنند؛ ولی خبر رسید که حال آخوند به هم خورده، دچار کسالت شده و پس از بیست‌وچهار ساعت خبر فوت وی در ذیحجهٔ ۱۳۲۹ ق در بغداد منتشر شد و بقیه برای عزاداری به نجف بازگشتند. شهرت یافت که مقامات خارجی یا خارجه پرستان آخوند خراسانی را مسموم کرده‌اند.

### از دیدگاهناظم‌الاسلام کرمانی

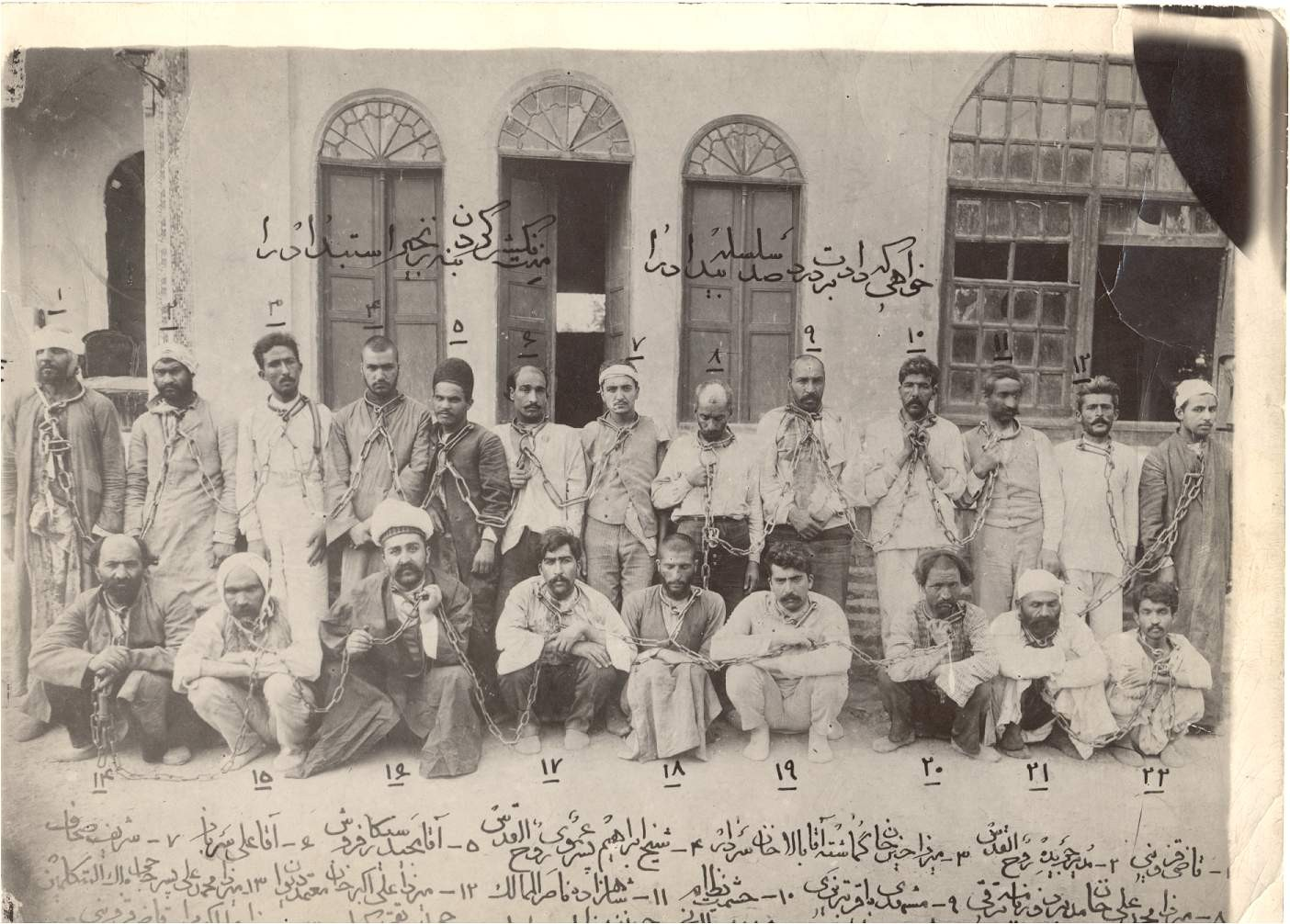
شماری از فعالان جنبش مشروطه ایران، دستگیرشده در باغ‌شاه، با غل و زنجیر بر دستان و گردن‌ها در دوران استبداد صغیر محمدعلی‌شاه.

محمد علی میرزا، خسّت و لئامت و سفاهت و قساوت قلب و بی رحمی را به منتها درجه رسانیده بود… تمام خدام و رعیت را فدای خود می‌خواست. گویا خداوند این مخلوق را برای راحت وجود او خلق کرده است. به هر کس احتیاج پیدا می‌کرد با او با کامل ملایمت و مهربانی رفتار می‌نمود. بعد از رفع احتیاجش مثل این بود که او را هیچ نمی‌شناسد. با اشخاص پست و نانجیب و قطاع الطریق که اسباب صدمه و خانه خرابی مردم بودند، وثوق پیدا می‌کرد… اعتقاد به اشخاص رمال و فالگیر و جادوگر داشت. خود را مسلمان می‌دانست، به مسجد و معبد توپ می‌بست…
در روز عاشورا قمه و قداره به سر می‌زد و خون سرش را به روی و صورتش می‌مالید و در شب عاشورا هزار و یک عدد شمع در اتاقش روشن می‌کرد و شمع چهل منبر را روشن می‌کرد. اما احترام ماه محرم را منظور نداشته و در ایام عاشورا بود که تلگراف حمله به تبریز را مخابره کرد و حکم داد که اهل تبریز را در حالی که مشغول عزاداری بودند، قتل و اسیر و غارت نمایند.
در روز عاشورا آنقدر خون از سر جاری می‌کرد که به حالت غش می‌افتاد، اما در شب چندان مسکرات و الکلیات می‌آشامید که مست و لایشعر می‌شد. به افراد اَمرد میل داشت، چنان‌که به زنان خوشگل مایل بود. زمانی که خبر به او دادند در تبریز رعیت از گرسنگی تلف می‌شوند و به واسطه محصوریت، علف می‌خورند و در اصفهان اقبال الدوله به مسجد توپ بسته است، به شکرانه این خبر آن روز را با یکی از فامیل خود که جوانی ۱۴ ساله بود، مشغول عیش و عشرت گردید…
خود را ناموس پرست وانمود می‌کرد، در حالتی که با محارم خود همان رفتار را می‌نمود که با اجنبی روا می‌داشت…

## دیگر اعمال
محمدعلی شاه و اعضای خانواده‌اش برای تأمین هزینه‌های شخصی خود شماری از نسخه‌های خطی کتابخانه سلطنتی را در سال ۱۹۰۸ فروختند که شاهنامهٔ بزرگ ایلخانی هم جزو آنان بود.

## نخست‌وزیران
- نصرالله مشیرالدوله (در زمان مظفرالدین شاه به صدارت عظمی رسید و پس از مرگ مظفرالدین شاه و آغاز پادشاهی محمدعلی شاه نیز مدتی بر سر کار بود)
- سلطان‌علی وزیر افخم
- علی‌اصغر اتابک
- احمد مشیرالسلطنه
- ابوالقاسم قره‌گوزلوی همدانی ملقب به ناصرالملک[۲۰]
- حسینقلی نظام‌السلطنه
- احمد مشیرالسلطنه (بار دوم)
- کامران میرزا
- ابوالقاسم قره‌گوزلوی همدانی (برای بار دوم کابینه به نام او تشکیل شد؛ ولی مسئولیت را نپذیرفت)
- جواد سعدالدوله

## نشان‌ها
- اتریش-مجارستان: صلیب اعظم نشان لئوپولد (۱۹۰۰)
- فرانسه: صلیب اعظم لژیون دونور (۱۹۰۷)
- فرانسه: صلیب اعظم لژیون دونور زمان ولیعهدی (۱۹۰۰)
- تصویر سند لژیون دونور صلیب بزرگ به محمد علی میرزا ولیعهد ایران در سال ۱۹۰۰ میلادی
- امپراتوری عثمانی: نشان عثمانیه (۱۹۰۵)
- روسیه:
  - شوالیه نشان سن اندرو (۱۹۰۵)

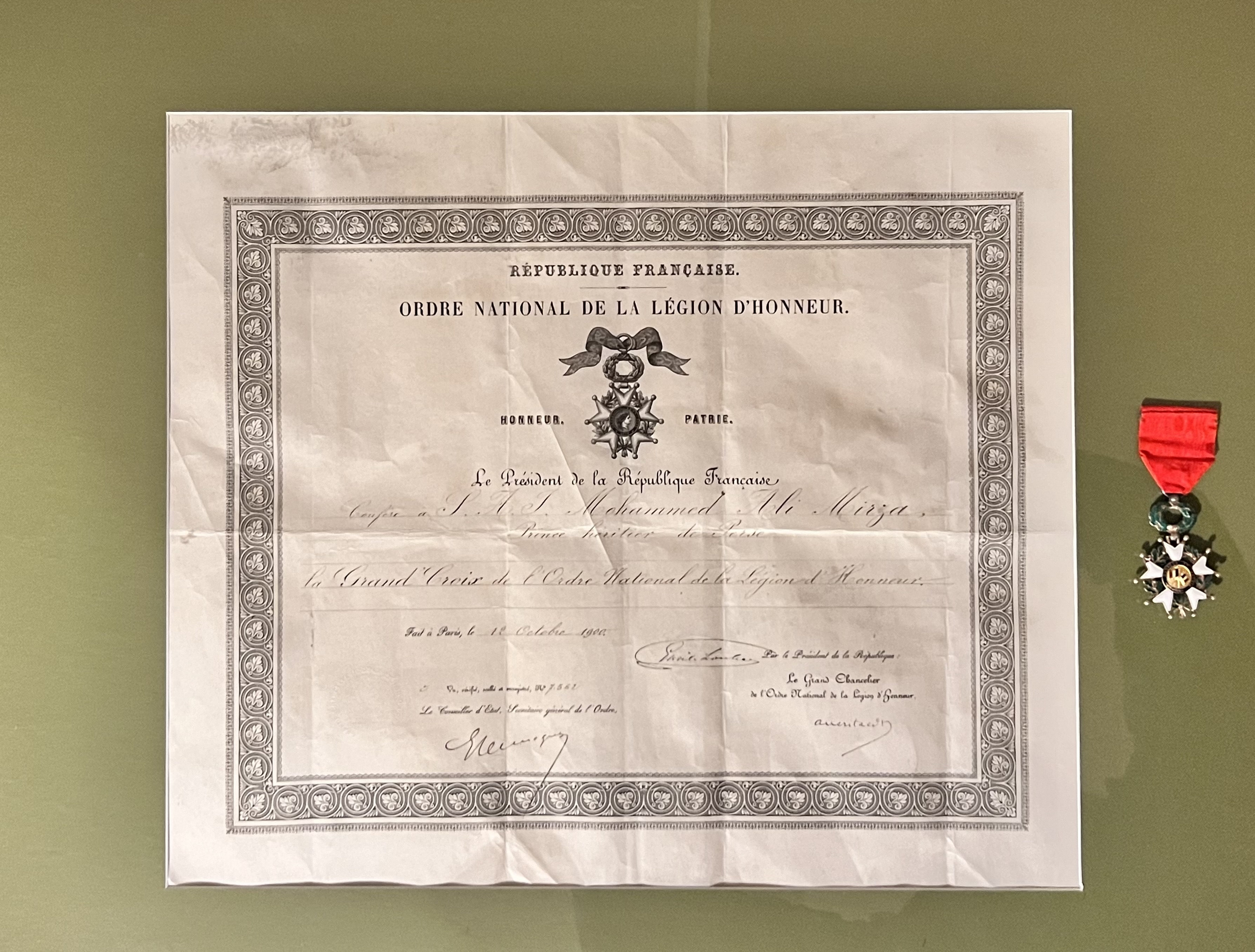
تصویر سند لژیون دونور صلیب بزرگ به محمد علی میرزا ولیعهد ایران در سال ۱۹۰۰ میلادی

  - شوالیه نشان سن الکساندر نوسکی (۱۹۰۵)
  - شوالیه نشان عقاب سفید (۱۹۰۵)
  - شوالیه نشان سن استانیسلاس، درجه یکم (۱۹۰۵)
  - شوالیه نشان سن آنا، درجه یکم (۱۹۰۵)

## فرزندان
| ردیف | نام                            | تولد              | مرگ                 | مادر                   |
| ---- | ------------------------------ | ----------------- | ------------------- | ---------------------- |
| ۱    | حسینعلی میرزا اعتضادالسلطنه    | ۱۸۹۶ تبریز، ایران | ۱۹۵۳ تهران، ایران   | ربابه خانم ملیح‌السلطنه |
| ۲    | غلامحسین میرزا (مرگ در نوزادی) | ۱۸۹۴              | ۱۸۹۴                | ملکه جهان              |
| ۳    | سلطان‌احمد میرزا                | ۱۸۹۷ تبریز، ایران | ۱۹۳۰ پاریس، فرانسه  | ملکه جهان              |
| ۴    | محمدحسن میرزا                  | ۱۸۹۸ تبریز، ایران | ۱۹۴۳ لندن، انگلیس   | ملکه جهان              |
| ۵    | خدیجه خانم حضرت قدسیه          | ۱۹۱۹              | ۲۰۰۱                | ملکه جهان              |
| ۶    | سلطان‌محمود میرزا               | ۱۹۱۵ تهران، ایران | ۱۹۸۸ ایویان، فرانسه | ملکه جهان              |
| ۷    | سلطان‌مجید میرزا                | ۱۹۰۷              | ۱۹۸۶                | ملکه جهان              |
| ۸    | آسیه خانم                      | ۱۹۱۸              | ۲۰۰۰                | ملکه جهان              |

## زمان حکومت در مقایسه با دیگر شاهان قاجار
اعداد سال خورشیدی را نشان می‌دهند: